# 辰野新之介
辰野 新之介（たつの しんのすけ、1991年9月28日 - ）は、ジャパンラグビーリーグワン東芝ブレイブルーパス東京に所属するラグビーユニオン選手。

## プロフィール
- 東京都出身[1]
- ポジションはスクラムハーフ (SH)。
- 身長: 175 cm、体重: 75 kg
- U20日本代表候補に選ばれたことがある。

## 略歴
桐蔭学園高校→早稲田大学→東京ガス→プケコへを経て、2021年東芝ブレイブルーパス東京に加入。